# François Tresserre
François Tresserre, né le 6 avril 1858 à Agde et mort en janvier 1942 à Perpignan, est un avocat et poète français .

## Biographie
Il fait ses études de droit à Toulouse et devient avocat sans toutefois exercer cette profession. En parallèle il écrit des poèmes et obtient une médaille d'or pour le prix de la poésie de genre en 1881, concours organisé par l'Académie des sciences, belles-lettres et arts de Tarn-et-Garonne. Mainteneur à l'Académie des jeux floraux de Toulouse et membre fondateur de la Société d'études catalanes, il est l'auteur de plusieurs livres de poésie.

## Œuvres
- À Ninon. Petits poèmes laurés. La Traviata. Amitié de femme, Paris, P. Ollendorff, (1894)
- Pages de mai. À peine fleuri. Déjà fané, Paris, P. Ollendorff, (1896)
- Les Poèmes du chèvrefeuille. Sonnets pour mon pays. Le Cahier du poète, Paris, P. Ollendorff (1904)
- Sorèze et Lacordaire : cantate pour soli, chœur et orchestre avec Déodat de Séverac, Vienne (Isère) : Impr. H. Martin (1911)
- Les lilas refleurissent, Paris, P.-V Stock libraire-éditeur (1907)
- La corbeille d'offrande, Toulouse, Privat ; Paris, Didier (1924) [lire en ligne]